# Антонио Конте
Вижте пояснителната страница за други личности с името Конте.
Антонио Конте (на италиански: Antonio Conte) е италиански футболист, полузащитник и треньор. Играч (1994 – 2000) и треньор (2014 – 2016) на националния отбор на Италия.

## Футболист
Играл е само в 2 италиански футболни отбора. Започва професионалната си кариера през 1985 г. в Лече (89 мача, 1 гол). През 1991 г. преминава в Ювентус. Тук до 2004 г. изиграва 296 мача с 28 гола. В националния отбор на своята страна дебютира през 1994 г. До 2000 г. изиграва 20 мача с отбелязани 2 гола. Носител на сребърен медал от Световното първенство през 1994 г. Носител на сребърен медал от европейското първенство през 2000 г.

## Треньор

### Арецо
След като се пенсионира, Конте става помощник-мениджър на Луиджи Де Канио в Сиена през сезон 2005/06. През юни 2006 година, той подписва с втородивизионния АК Арецо, но поради слаби резултати бива уволнен през октомври. През 2007 година отново застава начело на АК Арецо, като записва 5 поредни победи. Това, обаче не е достатъчно за оцеляване и отбора изпада в по-долна дивизия.

### Бари
В края на 2007 година подписва с отбора на Бари. Там той се справя много добре като успява да спаси отбора от изпадане. Още следващия сезон успява и да спечели Серия Б и да класира отбора в Серия А.

### Аталанта
През 2009 г. поема отбора на Аталанта. Там обаче не се задържа дълго, тъй като възниква неразбирателство между него и феновете на отбора.

### Сиена
През 2010 година е представен като нов старши треньор на Сиена. Основната му цел там е да класира отбора в Серия А, което той прави.

### Ювентус
През 2011 година Конте се връща в Ювентус като треньор. Неговата задача там е да направи отбора шампион в Серия А в сезон 2011/12 и в крайна сметка успява, като отборът не допуска нито една загуба през сезона. Същата година печели и Суперкупата на Италия. На 27 януари 2013 г. Конте е обявен за треньор за 2012 г. от Асоциацията на професионалните футболисти в Италия. В дебютния си сезон в Шампионска лига 2012/13, Конте извежда отбора до четвъртфиналната фаза. В груповата фаза Ювентус успява да победи действащия шампион Челси, а в последния кръг, на практика и го изхвърля от турнира като е победен отбора на Шахтьор Донецк. На осминафинала Ювентус срещат отбора на Селтик и го отстраняват с две победи с общ резултат 5:0. На четвъртфинала Ювентус е отстранен от Байерн Мюнхен. В същия сезон в Серия А, Конте печели титлата за втори пореден път. В следващия сезон извежда отбора до трета поредна титла в Италия и до полуфинал в Лига Европа. Същия сезон са подобрени два рекорда в Серия А. Първият е за най-много спечелени мачове в един сезон (33), а вторият за най-много спечелени точки в един сезон (102). Вторият е и европейски рекорд в първенствата от топ 5. На 15 юли 2014 г. Конте подава оставка.

### Италия
През август 2014 г. Конте става треньор на Италия. Записва победа при дебюта си начело на националния отбор в контрола срещу Нидерландия, спечелена с 2:0.

### Челси
На 4 април 2016 г. е обявено, че Конте ще поеме английския Челси през лятото на същата година след края на Евро 2016. Още в дебютния си сезон печели титлата в Англия.
Конте е изпратен на трибуните за първи път в кариерата си в Челси по време на първото полувреме на домакинския мач срещу Суонзи Сити на 29 ноември 2017 г. Той спори с четвъртия съдия Лий Мейсън относно решението на рефера Нийл Суорбрик да отсъди аут, а не корнер за Челси, след което реферът го гони. Конте се извинява след това, но въпреки това е обвинен в лошо поведение от ФА.
На 19 май 2018 г. Конте извежда Челси до победа с 1:0 над Манчестър Юнайтед във финала за ФА Къп 2018. Челси завършва на пето място в лигата в края на сезона, като пропуска да се класира за Шампионската лига. Конте е уволнен от Челси на 13 юли 2018 г. и е заменен от Маурицио Сари. През този период се твърди, че клубът е загубил £26,6 милиона при изплащане на обезщетението на Конте, неговия екип и съдебни такси, според сметките на Челси.

### Интер
На 31 май 2019 г. Конте е назначен за старши треньор на клуба от Серия А Интер Милано. На 26 август 2019 г. Интер печели първия си мач от калчото с 4:0 срещу Лече. Интер завършва сезона втори след Ювентус в надпреварата за титлата в Серия А. Интер също стига до финала на Лига Европа, но претърпява загуба с 2:3 от ФК Севиля в Кьолн на 21 август 2020 г.
След равенството на Аталанта срещу Сасуоло на 2 май 2021 г. Интер е потвърден като шампион за първи път от 11 години, слагайки край на серията от девет поредни титли на Ювентус. Въпреки постигането на слава в Серия А, на 26 май 2021 г. Интер обявява, че Конте е напуснал клуба по взаимно съгласие. Съобщава се, че напускането му се дължи на разногласия с борда на клуба относно летните трансфери за следващия сезон.

### Тотнъм
Конте е назначен за старши треньор на Тотнъм Хотспър на 2 ноември 2021 г. след уволнението на Нуно Ешпирито Санто предишния ден. Той подписва 18-месечен договор с опция за още една година. Първият му мач начело на Тотнъм е победа с 3:2 срещу нидерландския СБВ Витесе. Първият му мач във Висшата лига е равенство 0:0 като гост срещу Евертън на 7 ноември 2021 г. На 1 януари 2022 г., след късна победа срещу Уотфорд, Конте става първият мениджър на Тотнъм, останал непобеден в първите си осем мача в лигата.
Конте класира Тотнъм за Шампионската лига за първи път от 2019/20 г., след като печели с 5:0 като гост срещу Норич Сити и завърши четвърти през сезон 2021/22 на Висшата лига. През февруари 2023 г. Конте претърпява операция и управленските отговорности са временно предадени на асистента Кристиан Стелини, който успява да спечели заслужена победа с 1:0 срещу Манчестър Сити. Конте се завръща в клуба за следващите мачове, поражение с 1:4 от Лестър Сити и поражение с 0:1 от Милан. След преглед на 16 февруари е обявено, че Конте ще се върне в Италия, за да продължи възстановяването си, като Стелини отново поема задълженията му.
На 18 март 2023 г. Конте дава пресконференция след равенството 3:3 при гостуването на последния в лигата Саутхемптън, след като Тотнъм допуска загуба с 1:3. Конте казва, че вижда „егоистични играчи“, които „не влагат сърцето си [в това]“, и възнамерявайки да обясни текущата ситуация на клуба, той заявява: „Историята на Тотнъм е следната. Двадесет години тук е собственикът и те никога не са спечелили нещо, но защо? Вината е само на клуба или и на всеки мениджър, който остава тук?"] На 26 март 2023 г. след отпадания в Шампионската лига, както и във ФА Къп, Тотнъм обявява, че Конте е напуснал клуба по взаимно съгласие. По времето на неговото напускане Тотнъм е четвърти във Висшата лига, на две точки пред Нюкасъл Юнайтед, който има два мача по-малко.

## Скандал
През 2012 година Конте е обвинен в укриване на престъпление, докато е бил старши треньор в АК Сиена. В крайна сметка бива наказан за 10 месеца да не води отбора на Ювентус по време на мач. Впоследствие наказанието му е намалено на 4 месеца. На 9.12.2012 г. се завръща на пейката в мач срещу отбора на Палермо, в който бианконерите печелят с 0:1.

## Успехи

### Футболист
Ювентус
- Серия А (5) – 1994/95, 1996/97, 1997/98, 2001/02, 2002/03
- Купа на Италия (1) – 1995
- Суперкупа на Италия (4) – 1995, 1997, 2002, 2003
- Шампионска лига (1) – 1995/96
- Купа на УЕФА (1) – 1992/93
- Суперкупа на УЕФА (1) – 1996
- Междуконтинентална купа (1) – 1996
- Купа Интертото (1) – 1998/99

 Италия
- Европейското първенство – финалист 2000

### Треньор
Бари
- Серия Б (1) – 2008/09

  Ювентус
- Серия А (3) – 2011/12, 2012/13, 2013/14
- Суперкупа на Италия (2) – 2012, 2013

  Интер
- Серия А (1) – 2020/21

  Челси
- Висша лига (1) – 2016/17
- ФА Къп (1) – 2018

  Наполи
- Серия А (1) – 2024/25

### Индивидуални
- Треньор на годината в Серия А – 2012, 2013
- Треньор на годината (според „Global Soccer“) – 2013